# Čeljuskin (nave)
Il Čeljuskin (in russo Челюскин?) fu un piroscafo sovietico rinforzato costruito per navigare all'interno della banchisa artica lungo la rotta marittima del Nord da Murmansk a Vladivostok.
Il compito della spedizione alla quale fu destinata era quello di verificare la possibilità di percorrere con una nave non rompighiaccio la rotta marittima del Nord in una sola stagione.

## Storia
Fu costruito in Danimarca nel 1933 da Burmeister and Wain (B&W), Copenaghen; il suo nome ricorda un esploratore artico del XVIII secolo, il russo Semën Ivanovič Čeljuskin. Alla testa della spedizione fu nominato Otto Jul'evič Schmidt mentre il comando della nave a vapore venne affidato a Vladimir Ivanovič Voronin. L'equipaggio era composto da 111 membri che venivano chiamati Čeljuskincy.
Dopo la partenza da Murmansk, avvenuta il 2 agosto 1933, la nave a vapore riuscì a raggiungere il tracciato principale della Rotta Marittima del Nord ma fu intrappolata dai ghiacci in settembre. Dopo mesi di deriva sulla banchisa la nave s'inabissò il 13 febbraio 1934, stritolata dal pack presso l'Isola di Koljučin, nel Mare dei Ciukci.

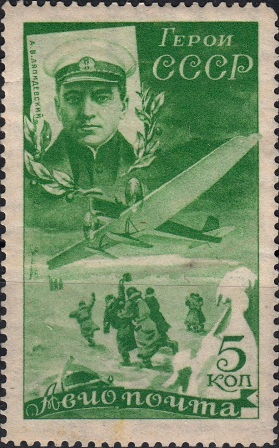
Francobollo sovietico del 1935, con Anatolij Ljapidevsky, uno dei piloti che parteciparono alle operazioni si soccorso

L'equipaggio riuscì però a scampare al relitto percorrendo la banchisa e costruì una pista per atterraggi aerei di emergenza usando solo alcune vanghe, badili da neve e due piedi di porco. La pista dovette essere ricostruita tredici volte prima dell'arrivo dei soccorsi: nell'aprile del 1934 l'equipaggio fu infatti trasferito per via aerea al villaggio di Vankarem. Di là circa metà dei Čeljuskincy furono trasportati, sempre con l'aereo, al villaggio di Uėlen; 53 tra loro dovettero però percorrere a piedi le oltre 300 miglia che li separavano da questa seconda località.
I piloti degli aerei che parteciparono alle operazioni di soccorso furono le prime persone a ricevere l'appena istituito titolo onorifico di Eroe dell'Unione Sovietica. Questi piloti furono Anatolij Vasil'evič Ljapidevskij, Sigizmund Levanevskij (il quale però non effettuò voli verso il campo allestito sulla banchisa), Vasilij Molokov, Mavrikij Slepnëv, Michail Vodop'janov, Nikolaj Kamanin e Ivan Doronin. Anatolij Ljapidevskij pilotava un ANT-4, la versione civile del bombardiere pesante TB-1; gli altri piloti erano alla guida di Polikarpov R-5 e Slepnëv e Levanevskij conducevano un Consolidated Fleetster, un velivolo fatto arrivare appositamente dagli USA per partecipare alla missione. Anche due meccanici aeronautici statunitensi, Clyde Armistead e William Latimer Lavery, collaborarono alle operazioni di ricerca e soccorso della Čeljuskin e il 10 settembre 1934 fu assegnato loro l'Ordine di Lenin.
Nonostante la nave fosse rimasta intrappolata alle porte dello Stretto di Bering l'URSS considerò la spedizione in modo sostanzialmente positivo perché suggeriva che una normale nave a vapore avesse la possibilità di percorrere in una sola stagione l'intera Rotta Marittima del Nord. Dopo alcune successive prove la rotta fu ufficialmente aperta e il suo sfruttamento commerciale incominciò nel 1935. L'anno successivo parte della Flotta del Baltico sovietica percorse il passaggio per trasferirsi sull'Oceano Pacifico a causa dell'incipiente stato di guerra contro il Giappone.
In memoria della spedizione una piazza centrale di Jaroslavl' fu chiamata Čeljuskincy e la poetessa Marina Cvetaeva scrisse un'opera che celebrava l'operato delle squadre di soccorso.
Quattro diverse spedizioni tentarono negli anni di individuare il relitto della nave. Esso fu infine scoperto nel settembre 2006 nel Mare dei Ciukci a circa 50 metri di profondità. L'esploratore polare Artur Čilingarov propose che la nave fosse recuperata e trasformata in un museo.